# مارينو باجداريتش
مارينو باجداريتش مواليد 25 نوفمبر 1978 في رييكا، جمهورية كرواتيا الاشتراكية، هو لاعب كرة سلة كرواتي سابق. بدأ مسيرته الاحترافية في سنة 1995. يبلغ طوله 6 قدم 5.75 بوصة (2.0 م). اعتزل اللعب في 2014.

## المسيرة الاحترافية
لعب مع نادي أوليمبيا لكرة السلة من سنة 2002 إلى 2005، ثم لعب مع نادي سيبونا لكرة السلة في موسم 2005–2006، ثم لعب مع نادي أوليمبيا لكرة السلة في سنة 2006، ثم لعب مع منورقة لكرة السلة في الدوري الإسباني من سنة 2006 إلى 2009، ثم لعب مع نادي سيبونا لكرة السلة في موسم 2009–2010.

## روابط خارجية
- مارينو باجداريتش على موقع الاتحاد الدولي لكرة السلة (الإنجليزية)
- مارينو باجداريتش على موقع الدوري الأوروبي لكرة السلة (الإنجليزية)
- مارينو باجداريتش على موقع الدوري الإسباني لكرة السلة (الإسبانية)
- مارينو باجداريتش على موقع كرة السلة الأوروبية.كوم (الإنجليزية)
- مارينو باجداريتش على موقع ريلجم (الإنجليزية)
- مارينو باجداريتش على موقع بروبوليرز (الإنجليزية)
- مارينو باجداريتش على موقع سبورتس رفرنس (الإنجليزية)